# Champ-le-Duc
Pour les articles homonymes, voir Champ et Leduc.
Champ-le-Duc ([ ʃɑ̃lədyk] , en vosgien de la montagne [ ʃɑ̃]) est une commune française située dans le département des Vosges, en région Grand Est.

## Géographie

### Localisation

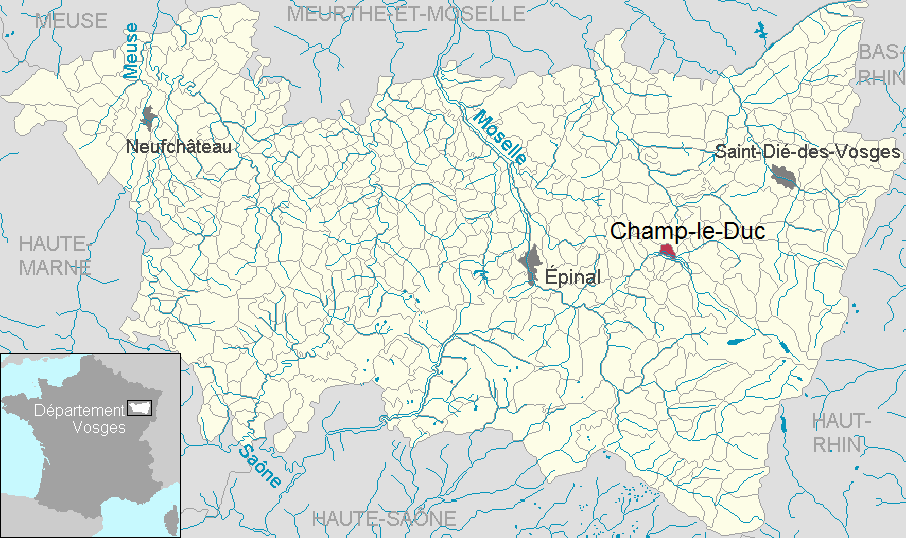
Localisation dans le département.

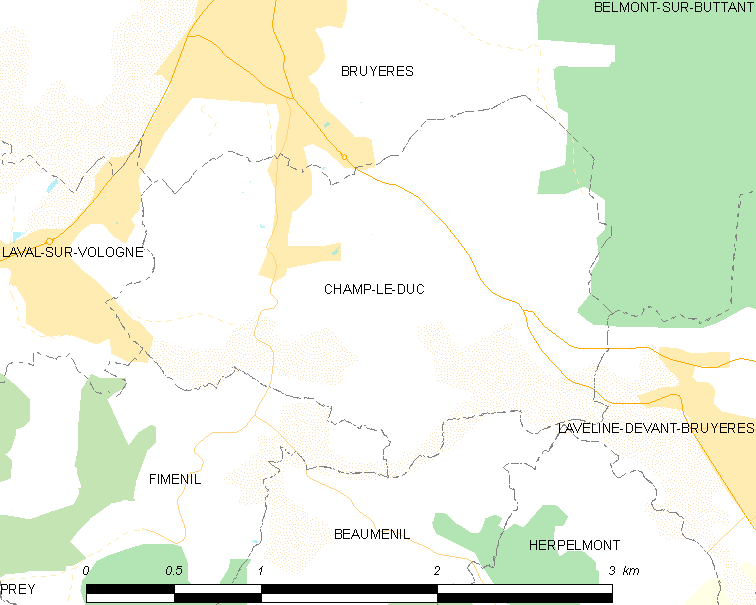
Situation géographique de Champ-le-Duc.

Champ-le-Duc est située à 2 km au sud de Bruyères, dans la vallée de la Vologne, à l'entrée d'un vallon où coule le ruisseau de Lizerne. 
Les lieudits se nomment Borémont, Gervaux, Grand-Fête, Haut-de-la Fosse, Les Anifaings, Pré-de-la-Fémure et Rouges-Terres.

### Géologie et relief
La commune se compose de 61,38 hectares de territoires artificialisés (15,50 %), 321,25 hectares de territoires agricoles (68,58 %) et 12,87 hectares de forêts et milieux semi-naturels (3,25 %).
Espaces naturels :
- Une zone naturelle d'intérêt écologique, faunistique et floristique (Znieff) :  Massif vosgien[2].

### Communes limitrophes
|                   | Bruyères     | Bruyères                 |
| Laval-sur-Vologne | Champ-le-Duc | Laveline-devant-Bruyères |
| Fiménil           | Beauménil    | Herpelmont               |

### Hydrographie et les eaux souterraines
Hydrogéologie et climatologie : Système d’information pour la gestion des eaux souterraines du bassin Rhin-Meuse :
Territoire communal : Occupation du sol (Corinne Land Cover); Cours d'eau (BD Carthage),
Géologie : Carte géologique; Coupes géologiques et techniques,
 Hydrogéologie : Masses d'eau souterraine; BD Lisa; Cartes piézométriques.
La commune est située dans le bassin versant du Rhin au sein du bassin Rhin-Meuse. Elle est drainée par la Vologne, le canal des Usines et le ruisseau la Lizenne,.
La Vologne prend sa source à plus de 1 240 mètres d'altitude, sur le domaine du jardin d'altitude du Haut-Chitelet, entre le Hohneck et le col de la Schlucht, et se jette dans la Moselle à Jarménil, à 358 m d'altitude.

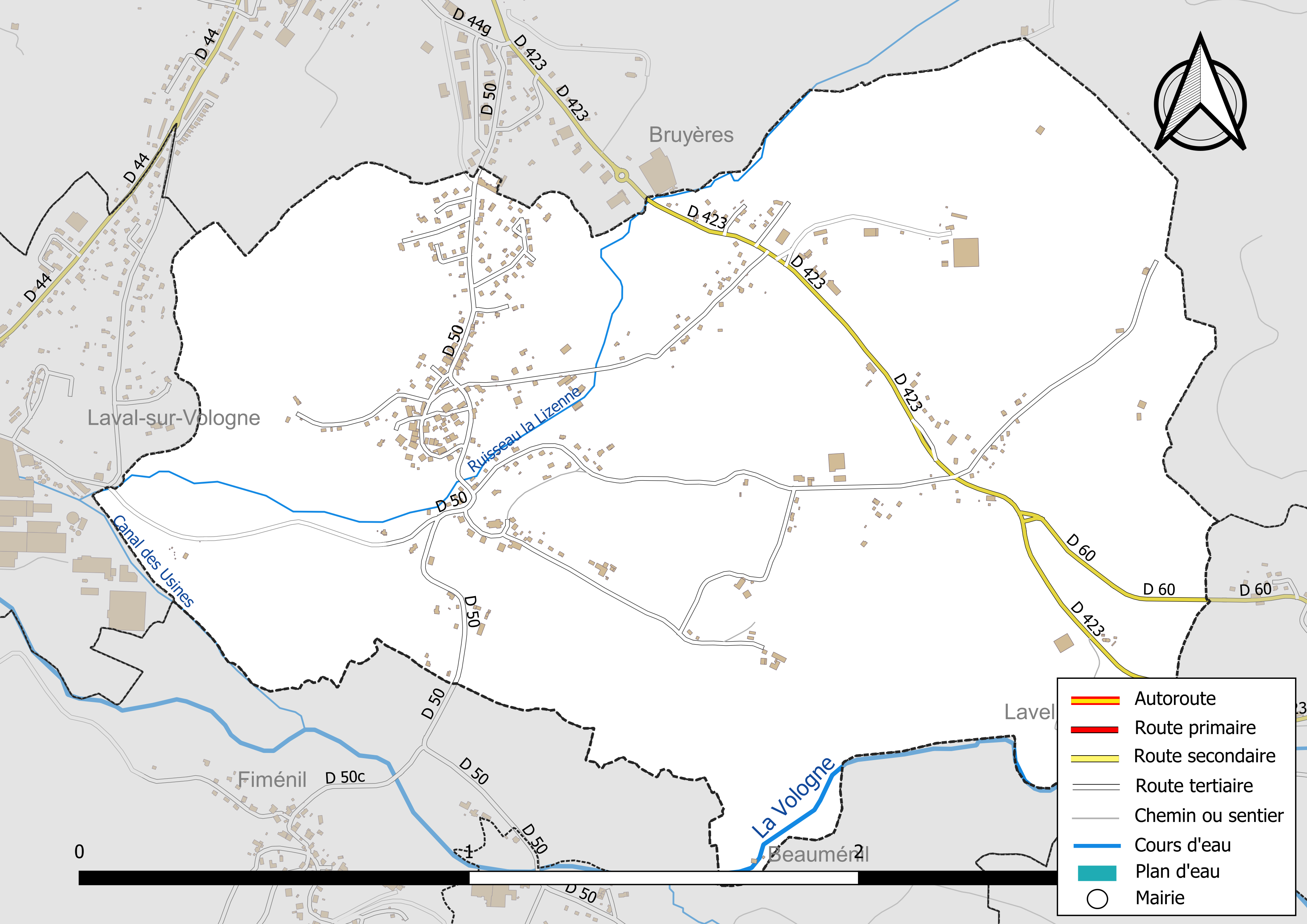
Réseaux hydrographique et routier de Champ-le-Duc.

### Climat
Pour des articles plus généraux, voir Climat du Grand Est et Climat des Vosges.
En 2010, le climat de la commune est de type climat de montagne, selon une étude du Centre national de la recherche scientifique s'appuyant sur une série de données couvrant la période 1971-2000. En 2020, Météo-France publie une typologie des climats de la France métropolitaine dans laquelle la commune est exposée à un climat semi-continental et est dans la région climatique Vosges, caractérisée par une pluviométrie très élevée (1 500 à 2 000 mm/an) en toutes saisons et un hiver rude (moins de 1 °C).
Pour la période 1971-2000, la température annuelle moyenne est de 9,1 °C, avec une amplitude thermique annuelle de 17 °C. Le cumul annuel moyen de précipitations est de 1 235 mm, avec 14,7 jours de précipitations en janvier et 10,9 jours en juillet. Pour la période 1991-2020, la température moyenne annuelle observée sur la station météorologique de Météo-France la plus proche, « Le Roulier_sapc », sur la commune du Roulier à 8 km à vol d'oiseau, est de 10,2 °C et le cumul annuel moyen de précipitations est de 1 000,2 mm. 
La température maximale relevée sur cette station est de 38,1 °C, atteinte le 25 juillet 2019 ; la température minimale est de −18,3 °C, atteinte le 20 décembre 2009,,.
Les paramètres climatiques de la commune ont été estimés pour le milieu du siècle (2041-2070) selon différents scénarios d'émission de gaz à effet de serre à partir des nouvelles projections climatiques de référence DRIAS-2020. Ils sont consultables sur un site dédié publié par Météo-France en novembre 2022.

## Urbanisme

### Typologie
Au 1er janvier 2024, Champ-le-Duc est catégorisée bourg rural, selon la nouvelle grille communale de densité à sept niveaux définie par l'Insee en 2022.
Elle appartient à l'unité urbaine de Bruyères, une agglomération intra-départementale regroupant trois  communes, dont elle est une commune de la banlieue,,. Par ailleurs la commune fait partie de l'aire d'attraction de Bruyères, dont elle est une commune du pôle principal,. Cette aire, qui regroupe 8 communes, est catégorisée dans les aires de moins de 50 000 habitants,.

### Occupation des sols
L'occupation des sols de la commune, telle qu'elle ressort de la base de données européenne d’occupation biophysique des sols Corine Land Cover (CLC), est marquée par l'importance des territoires agricoles (81,3 % en 2018), en diminution par rapport à 1990 (93,3 %). La répartition détaillée en 2018 est la suivante : 
prairies (41,7 %), zones agricoles hétérogènes (39,6 %), zones urbanisées (15 %), forêts (3,3 %), zones industrielles ou commerciales et réseaux de communication (0,4 %). L'évolution de l’occupation des sols de la commune et de ses infrastructures peut être observée sur les différentes représentations cartographiques du territoire : la carte de Cassini (XVIIIe siècle), la carte d'état-major (1820-1866) et les cartes ou photos aériennes de l'IGN pour la période actuelle (1950 à aujourd'hui).

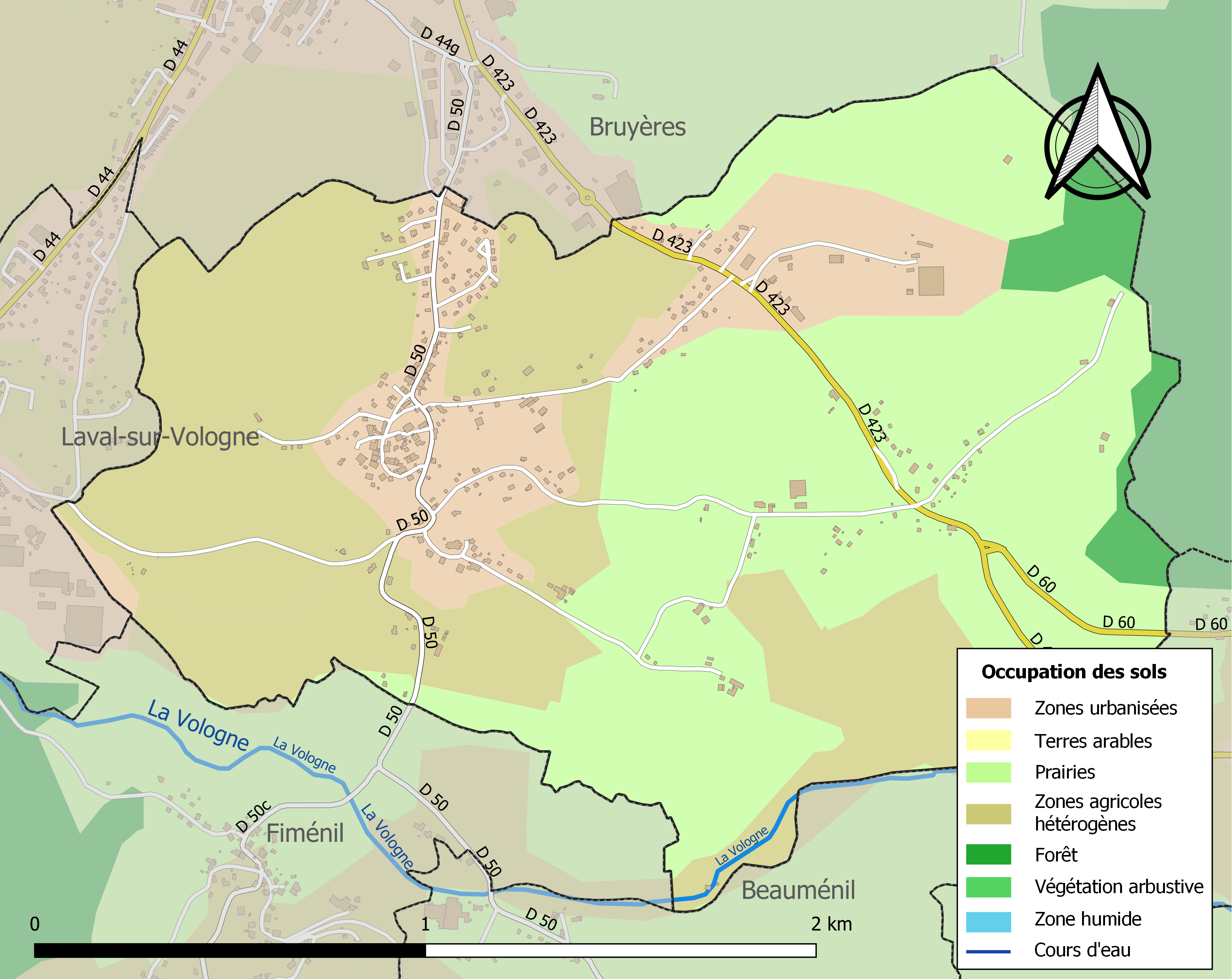
Carte des infrastructures et de l'occupation des sols de la commune en 2018 (CLC).

## Toponymie
Le nom de la localité est attesté sous les formes Ad locum qui dicitur Campus (IXe siècle) ; In loco qui dicitur Camp (IXe siècle) ; Fr. de Campis (XIe ou XIIe siècle) ; Champ (1240) ; Don wal de Champ (1255) ; On vaul de Champ, de Champz (1255) ; Li vaus des Chans (1285) ; Lou ban de Champs (1295) ; '« 'En la forest de Vousague, en un lieu qui est nomez Chans » (XIIIe siècle) ; La parroche de Champs (1358) ; Champt (1416) ; Le Vauldechamps (1468) ; Le Champ le Duc (1594) ; Camps (1628) ; Champ le But (1656) ; Le Champs le Duc près Bruyères (XVIIIe siècle) ; Champs ou Champ le Duc (1753).

Il s'agit d'une formation médiévale tardive en champ, comme l'indique la présence de l'article le, apparu vers le XIe siècle dans les noms de lieux. Le duc est un des ducs de Lorraine· 
Au cours de la Révolution française, la commune porte le nom de Champ-sur-Lizerne.
Ses habitants sont appelés les Ducécampiens ou familièrement les Mocoux, autrement dit « les moqueurs ».

## Histoire
Charlemagne et sa cour venaient souvent chasser dans les Vosges. En 805, Charlemagne et son fils Charles se sont retrouvés à Champ-le-Duc lors d'une chasse. Selon Eginhard, Charles revenait d'une expédition contre les Slaves Bohêmes. Selon la légende, Charlemagne fit ériger une chapelle et un château à cet endroit. À cet emplacement se trouve aujourd'hui l'église Notre-Dame. 
Champ-le-Duc fut jusqu’en 1612 la succursale de Bruyères. L'église de Notre-Dame de Champ est un édifice de style roman construit vers le milieu du XIe siècle selon M. Bigot, inspecteur de la Société française pour la conservation des monuments. Elle a été classée monument historique le 7 mars 1908. 
La cure de Champ-le-Duc était peut-être la plus vaste des Vosges. Elle s'étendait sur le territoire de vingt-deux communes actuelles. En 1737, elle rassemblait sept paroisses  : Champ, Belmont, La Chapelle, Saint Jacques, Jussarupt, Granges, Saint Jean du Marché. Chacune de ces paroisses avait à son tour des annexes desservies par des vicaires. 

### La Seconde Guerre mondiale
Le 5 septembre 1944, des soldats allemands, en représailles d’une attaque de la résistance française, incendièrent des maisons et emmenèrent 42 habitants, déportés vers différents camps de concentration. Seuls 11 d'entre eux revinrent vivants. 
Le 11 novembre 1948, la commune a été décorée de la Croix de guerre 1939-1945.

## Politique et administration

### Découpage territorial
Par arrêté préfectoral du 15 septembre 2023, la commune est retirée le 1er janvier 2024 de l'arrondissement d'Épinal et rattachée à l'arrondissement de Saint-Dié-des-Vosges.

### Liste des maires
| Période                                  | Période  | Identité                      | Étiquette | Qualité               |
| ---------------------------------------- | -------- | ----------------------------- | --------- | --------------------- |
| Les données manquantes sont à compléter. |          |                               |           |                       |
|                                          |          | René Boulay (1928-2009)       |           | Agriculteur           |
|                                          |          | Geneviève Bontems (1926-2018) |           |                       |
|                                          |          |                               |           |                       |
| 1995                                     | 2014     | Françoise Blanc               |           |                       |
| 2014                                     | En cours | Jean-Louis Mentrel            | DVG       | Professeur des écoles |

## Finances locales

### Budget et fiscalité 2023

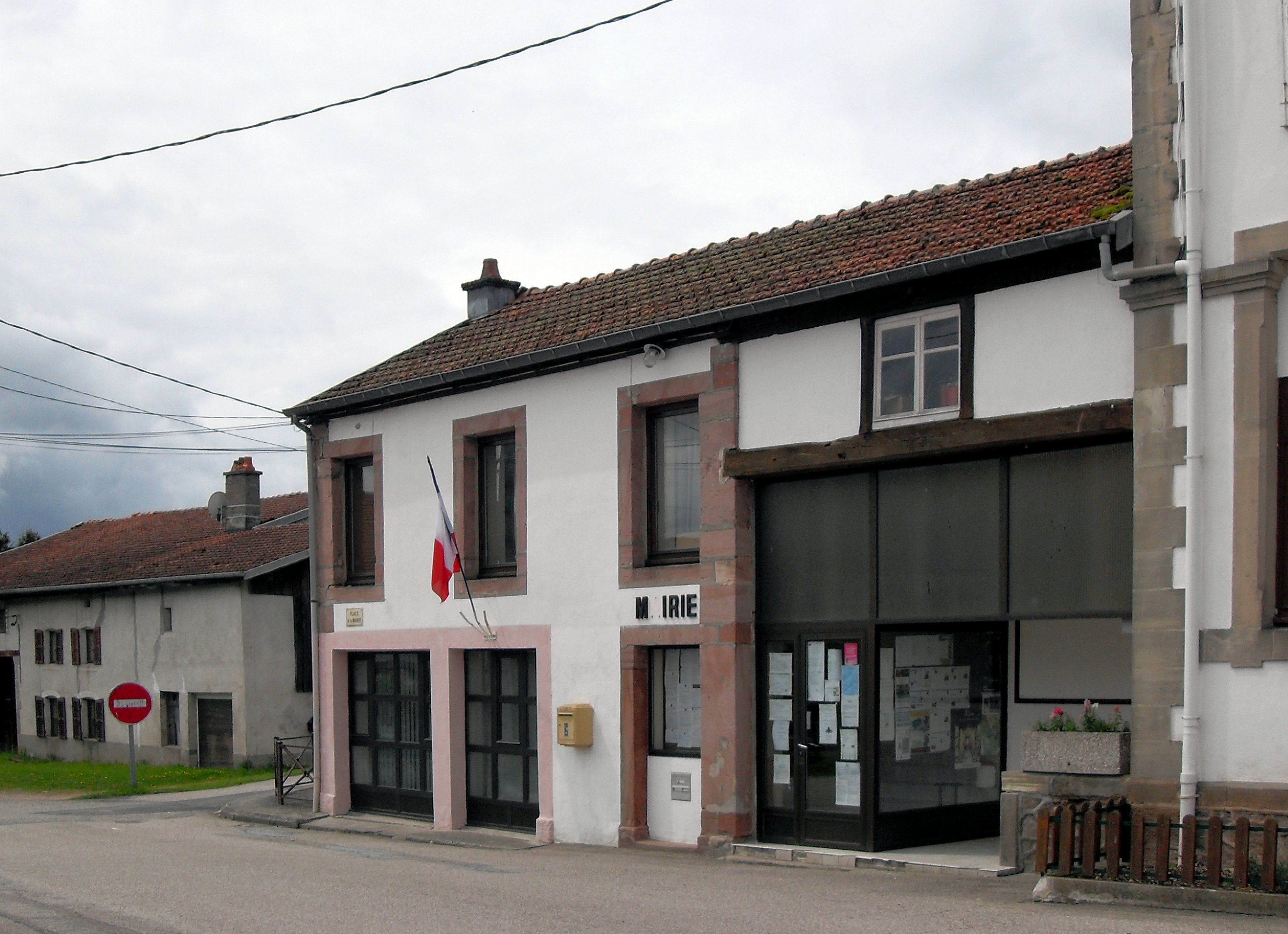
La mairie.

En 2023, le budget de la commune était constitué ainsi :
- total des produits de fonctionnement : 742 000 €, soit 1 182 € par habitant ;
- total des charges de fonctionnement : 588 000 €, soit 937 € par habitant ;
- total des ressources d'investissement : 534 000 €, soit 850 € par habitant ;
- total des emplois d'investissement : 298 000 €, soit 474 € par habitant ;
- endettement : 725 000 €, soit 1 154 € par habitant.

Avec les taux de fiscalité suivants :
- taxe d'habitation : 14,76 % ;
- taxe foncière sur les propriétés bâties : 30,03 % ;
- taxe foncière sur les propriétés non bâties : 108,88 % ;
- taxe additionnelle à la taxe foncière sur les propriétés non bâties : 0,00 % ;
- cotisation foncière des entreprises : 0,00 %.

Chiffres clés Revenus et pauvreté des ménages en 2021 : médiane en 2021 du revenu disponible, par unité de consommation : 22 290 €.

## Population et société

### Démographie

#### Évolution démographique
L'évolution du nombre d'habitants est connue à travers les recensements de la population effectués dans la commune depuis 1793. Pour les communes de moins de 10 000 habitants, une enquête de recensement portant sur toute la population est réalisée tous les cinq ans, les populations de référence des années intermédiaires étant quant à elles estimées par interpolation ou extrapolation. Pour la commune, le premier recensement exhaustif entrant dans le cadre du nouveau dispositif a été réalisé en 2005.

En 2022, la commune comptait 481 habitants, en évolution de −12,55 % par rapport à 2016 (Vosges : −2,96 %, France hors Mayotte : +2,11 %).
| 1793 | 1800 | 1806 | 1821 | 1831 | 1836 | 1841 | 1846 | 1856 |
| ---- | ---- | ---- | ---- | ---- | ---- | ---- | ---- | ---- |
| 290  | 269  | 298  | 307  | 314  | 334  | 337  | 332  | 328  |

| 1861 | 1866 | 1876 | 1881 | 1886 | 1891 | 1896 | 1901 | 1906 |
| ---- | ---- | ---- | ---- | ---- | ---- | ---- | ---- | ---- |
| 320  | 309  | 314  | 313  | 324  | 326  | 310  | 289  | 312  |

| 1911 | 1921 | 1926 | 1931 | 1936 | 1946 | 1954 | 1962 | 1968 |
| ---- | ---- | ---- | ---- | ---- | ---- | ---- | ---- | ---- |
| 338  | 347  | 333  | 314  | 346  | 326  | 301  | 369  | 450  |

| 1975 | 1982 | 1990 | 1999 | 2005 | 2006 | 2010 | 2015 | 2020 |
| ---- | ---- | ---- | ---- | ---- | ---- | ---- | ---- | ---- |
| 517  | 458  | 463  | 491  | 562  | 564  | 525  | 555  | 505  |

| 2022 | - | - | - | - | - | - | - | - |
| ---- | - | - | - | - | - | - | - | - |
| 481  | - | - | - | - | - | - | - | - |

## Économie

### Entreprises et commerces

#### Agriculture
- Élevage d'ovins et de caprins.
- Élevage de vaches laitières.

#### Tourisme
- Hébergements et restauration à Champ-le-Duc, Bruyères, Jussarupt, Laveline-du-Houx, Grandvillers.

#### Commerces
- Commerces et services de proximité[33].

## Vie locale

### Enseignement
Établissements d'enseignements :
- Écoles maternelles et primaires à Champ-le-Duc, Bruyères, Laval-sur-Vologne, Laveline-devant-Bruyères.
- Collèges à Bruyères, Corcieux, Le Tholy, Éloyes.
- Lycées à Bruyères, La Baffe, Gérardmer.

### Santé
Professionnels et établissements de santé :
- Médecins à Bruyères, Laveline-devant-Bruyères, Brouvelieures, Grandvillers, Granges-sur-Vologne.
- Pharmacies à Bruyères, Granges-sur-Vologne, Le Tholy, Éloyes.
- Hôpitaux à Bruyères, Gerbépal, Rambervillers, Gérardmer, Épinal.

### Cultes
- Culte catholique, Paroisse "Notre-Dame-du-Pays-de-l'Avison" [36], Diocèse de Saint-Dié.

### Équipements - Associations - festivités
- La Dame de Champ (association loi de 1901) créée le 1er janvier 2009 ayant pour but la mise en valeur de l’église romane de Champ-Le-Duc et la sauvegarde du patrimoine[37].

Elle organise chaque année des concerts de juin à septembre pour faire profiter de la magnifique acoustique de l’église.
- Équipements sportifs[38].

## Culture locale et patrimoine

### Lieux et monuments

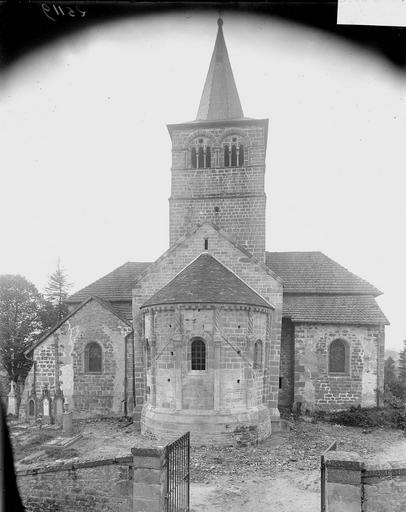
L'église Notre-Dame. Ensemble est.
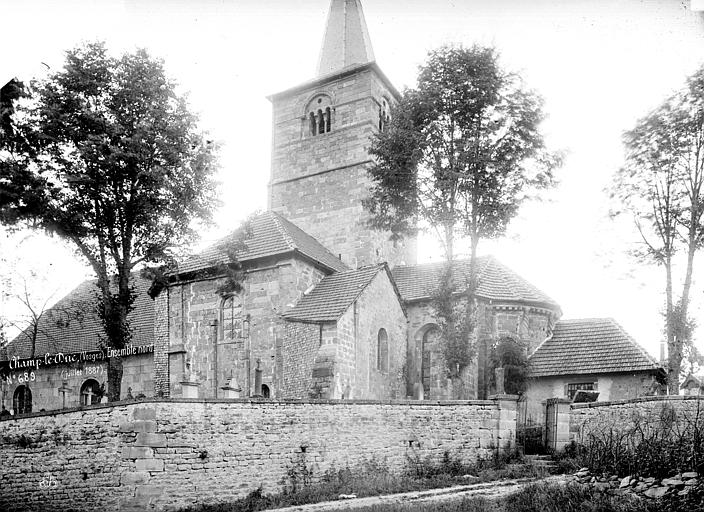
L'église Notre-Dame. Ensemble nord.
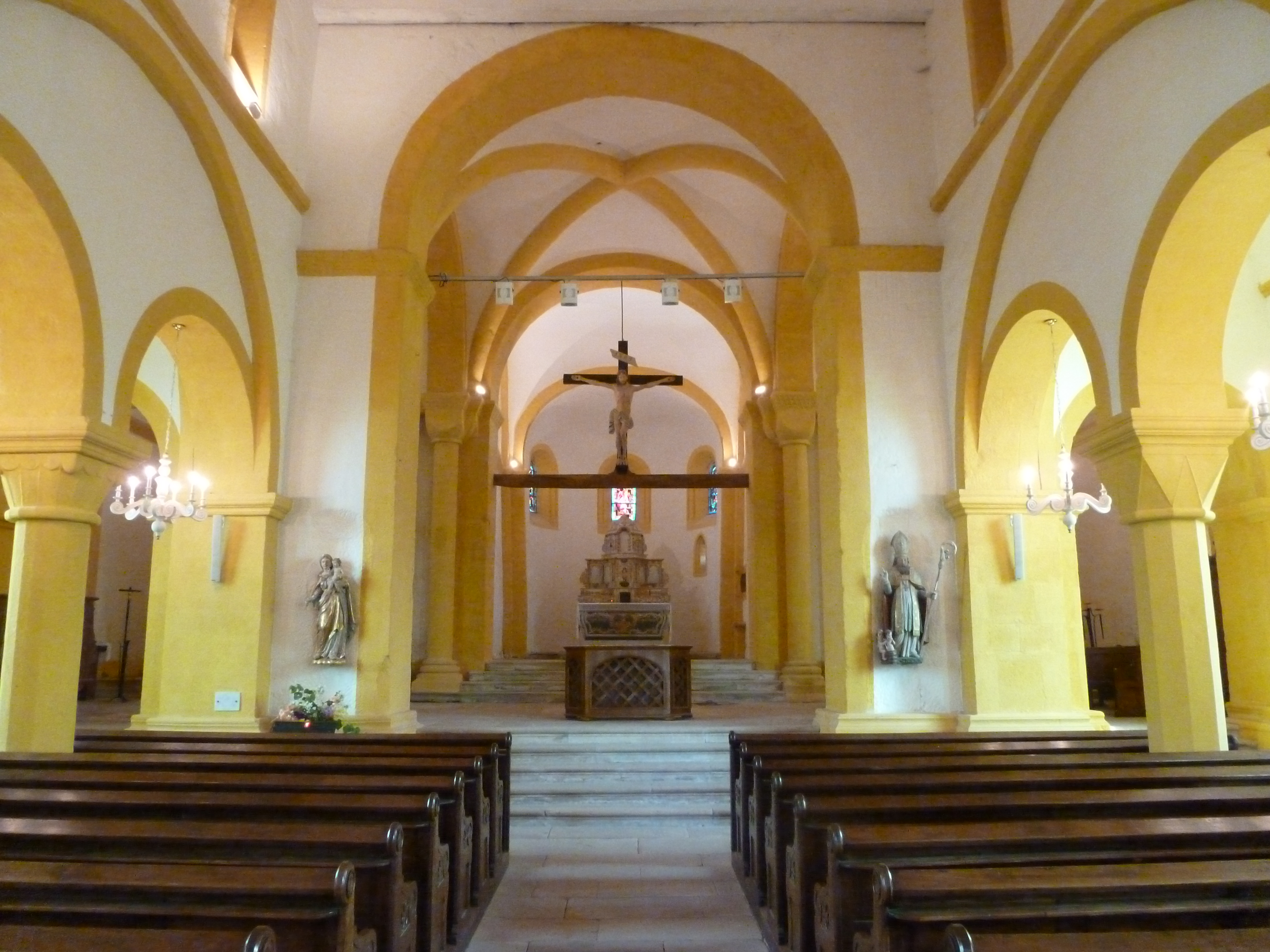
Intérieur de l'église Notre-Dame.
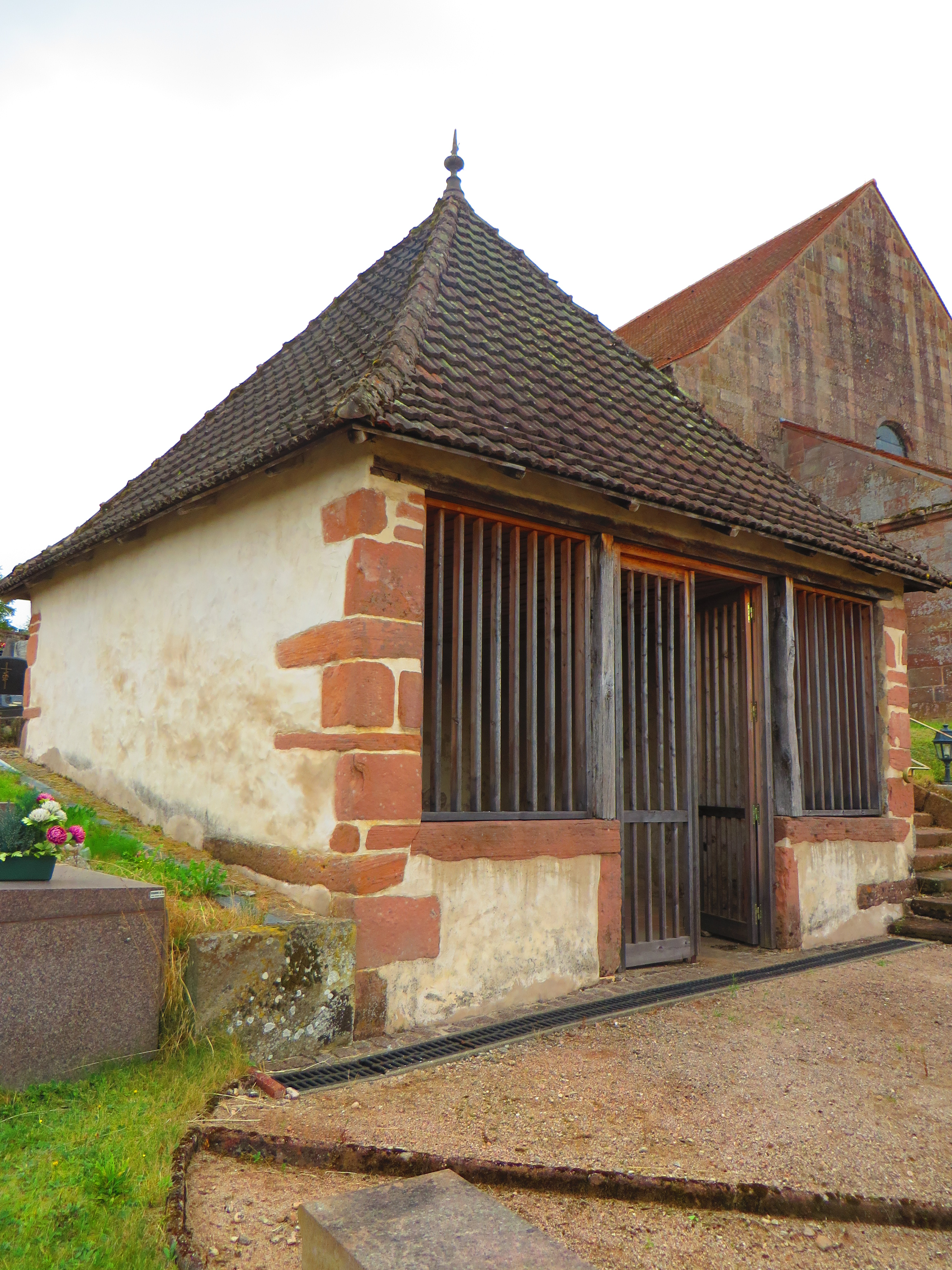
La chapelle sépulcrale des abbés, actuellement columbarium.

- L'église romane Notre-Dame, du XIIe siècle, fait l’objet d’un classement au titre des monuments historiques depuis le 7 mars 1908[39]. Revue et corrigée au XVIIIe siècle, l'église a fait l'objet de grandes restaurations après la Seconde Guerre mondiale qui ont permis à l'intérieur de retrouver son aspect du XVIIIe siècle[40],[41]. L'édifice est un vaste et bel ensemble roman. Les murs de la nef ont été entièrement refaits de 1722 à1725. Une restauration du chœur et de l’abside a aussi eu lieu en 1912 sans dénaturation. L’essentiel de l’église est de l’époque romane. La construction, toute en grès, est soignée. Tous les arcs sont en plein cintre. Elle comprend une nef non voûtée, flanquée de bas-côtés également dépourvus de voûtes, un transept dont le carré est surmonté du clocher, une travée de chœur, une abside semi-circulaire, flanquée de deux absidioles (comme à Vomécourt-sur-Madon et Relanges). La longueur de l’église est de 35 m, la largeur de 16 m, la largeur du transept 22m. Par suite de la pente du terrain, le transept est élevé de cinq marches au-dessus de la nef, et le chœur, de quatre marches plus haut. La nef est à piliers et à colonnes alternés comprenant trois travées principales formées par des grandes arcades reposant sur les piliers, chacune ayant deux arcs reposant sur une colonne. L'abside est voûtée en cul-de-four. Seul le carré du transept, sur lequel s'élève le clocher, est couvert d'une voûte sur croisée d’ogives (probablement une des plus anciennes de la région). Le chœur et les croisillons du transept ont des voûtes d'arêtes. Le carré du clocher est un peu plus petit que la largeur de la nef; pour cela, deux arcs doubleaux supplémentaires ont été construits vers l'intérieur de la nef. Le clocher comprend deux étages au-dessus du transept. Seul le second étage a des baies sur trois faces, deux baies accolées divisées en trois arcs reposant sur deux colonnettes. L’ensemble du monument est décoré de frises, corniches, billettes, modillons. Une description très détaillée avec plans et nombreuses photos est disponible dans Églises romanes des Vosges[42].Nombreuses photos couleur de l’intérieur et de l’extérieur de l’église sur le site Patrimoine-de-Lorraine[43].
- L'ancien ossuaire, ossuaire à l'origine puis transformé en chapelle funéraire aux huit curés qui se sont succédé de 1803 à 1945, avec un autel portant une stèle sculptée. Depuis 2014, l'ancien ossuaire est un columbarium[44].
- Le calvaire.
- Monuments commémoratifs :

Monument aux morts,,.
Monument à la mémoire des déportés et victimes civiles de la guerre 1939-1945 .

### Personnalités liées à la commune
- Jean-Claude Sommier, curé de Champ-le-Duc, archevêque de Césarée.

## Pour approfondir